# Чуркин, Николай Павлович
Николай Павлович Чуркин (род. 1 февраля 1949 года, Красноярский край) — советский и белорусский военачальник, генерал-лейтенант в отставке, с 2002 года по 2012 год представитель правительства Московской области в Совете Федерации России. Кандидат экономических наук.

## Биография
В 1972 году в возрасте 23 лет окончил Челябинское высшее танковое командное училище.
В 1980 окончил Военную ордена Ленина Краснознаменную академию бронетанковых войск им. Маршала Советского Союза Р. Я. Малиновского.
Проходил службу на различных должностях, начиная с командира взвода.

### Афганистан
В 1986—1988 находился в Демократической Республике Афганистан в должности заместителя начальника штаба Сергея Ахромеева, начальника оперативного отдела 40-й армии (40А) Туркестанского военного округа, которой командовал Борис Громов. Участвовал в боевых действиях.
Разрабатывал план вывода советских войск через перевал Гиндукуш.

Многие, у кого вышел срок службы и кто мог уехать в Союз немедленно, отказались это сделать, пожелав остаться служить и пройти с армией весь путь до конца. Если говорить о персоналиях, то это, прежде всего, генералы В. И. Варенников, С. А. Ахромеев, Н. П. Чуркин.
 
Б. В. Громов о выводе советских войск из Афганистана.

В 1990 году окончил Военную академию Генерального штаба ВС СССР им. К. Е. Ворошилова.

### В Белоруссии
С 1992 по 1994 год — начальник Главного штаба вооружённых сил Белоруссии — первый заместитель министра обороны Белоруссии.
В июне—июле 1994 года в Белоруссии состоялись выборы президента, на которых победил Александр Лукашенко. В августе 1994 указом нового президента Белоруссии Чуркин был уволен со всех постов и зачислен в распоряжение министра обороны Белоруссии.
В 1995 году Николай Павлович ушёл в запас в звании генерал-лейтенанта и вернулся в Россию.

### В России
В 1995 году стал генеральным директором ЗАО «Агроимпекс», созданного в городе Одинцово Московской области. Владел 50 % акций, другими 50 % владел Юрий Евдокимович Стенин (работал генеральным директором Агроимпекса по 2001 год).
В декабре 1995 года Борис Громов был избран депутатом Государственной думы по Саратовскому избирательному округу. Громов назначил Николая Чуркина своим помощником — то есть помощником депутата Госдумы РФ.
Депутат Совета депутатов Одинцовского района, избирался депутатом Одинцовского районного Совета Московской области;
9 января 2000 года Борис Громов был избран губернатором Московской области, в связи с чем 28 января он сложил депутатские полномочия. После этого Николай Чуркин стал советником губернатора Московской области Громова (на общественных началах).

#### Совет депутатов Одинцовского района
На выборах 21 января 2001 года был избран депутатом Совета депутатов Одинцовского района второго созыва по одномандатному избирательному округу N 15.

#### Сенатор в Совете Федерации
С 1 января 2002 года — представитель правительства Московской области (губернатора Громова) в Совете Федерации Российской Федерации (полномочия были утверждены 26 декабря 2001 года), первый заместитель председателя Комитета Совета Федерации по аграрно-продовольственной политике и природопользованию. В связи с этим 25 января 2002 года досрочно прекратил полномочия депутата Совета депутатов Одинцовского района. Полномочия члена Совета Федерации прекращены в начале мая 2012 года, мандат передан Борису Громову.
3 октября 2008 года на учредительной конференции общественной организации Московской области «За Единое Подмосковье» был избран председателем её Высшего Совета.

## Учёные звания
- член-корреспондент Международной академии общественных наук
- профессор (не ВАК) Академии проблем безопасности, обороны и правопорядка

## Награды
Награждён орденом Красной Звезды, 14 медалями.
- медаль «За боевые заслуги» (1982 г.)
- орден Красной Звезды (1987 г.)
- медаль Жукова (1996 г.)
- орден святого благоверного князя Даниила Московского[8]

## Семья
Женат, имеет двоих детей.